# Норуок
 Тази статия е за града в Калифорния.  За града в Кънектикът вижте Норуок (Кънектикът).  
Норуок (на английски: Norwalk) е град в окръг Лос Анджелис в щата Калифорния, САЩ. Има население от 102 773 жители към 2020 г. и обща площ от 25,247 km². Получава статут на град през 1957 г. 
Градът се намира на 27 km югоизточно от центъра на Лос Анджелис.